# Schunkeln

Festakt zum 175. Jubiläum des Zentral-Dombau-Vereins und des Kölner Männer-Gesang-Vereins: Die Gäste schunkeln beim Schlusslied Am Dom zo Kölle

Schunkeln ist die Bezeichnung für eine rhythmische Bewegung im Takt eines dazu gesungenen Liedes oder zu Musik – meist im 3/4-Takt. Dabei haken die Teilnehmer sich mit den Armen unter und bewegen sich auf der Stelle seitwärts hin und her, oft wird auch nur im Sitzen der Oberkörper bewegt. Das Schunkeln ist überwiegend im deutschen Sprachraum verbreitet (in der Schweiz fast gar nicht) und hat sich hier als Brauch vor allem im Karneval und bei Veranstaltungen mit volkstümlicher Musik etabliert.
Etymologisch wird der Begriff im Deutschen Wörterbuch der Brüder Grimm vom Verb schaukeln und dem Substantiv Schaukel abgeleitet, die regional früher auch als Schunkel bezeichnet wurde, vor allem im Dialekt Thüringens und im Obersächsischen. In der Enzyklopädie von Johann Georg Krünitz aus dem 18. Jahrhundert ist das Verb schuckeln in der Bedeutung „schnell schaukeln“ verzeichnet, ebenso im Wörterbuch der hochdeutschen Mundart bei Johann Christoph Adelung (1793). Als tanzähnliche Bewegung war das Schunkeln bis ins 19. Jahrhundert zumindest unter dieser Bezeichnung nicht bekannt.

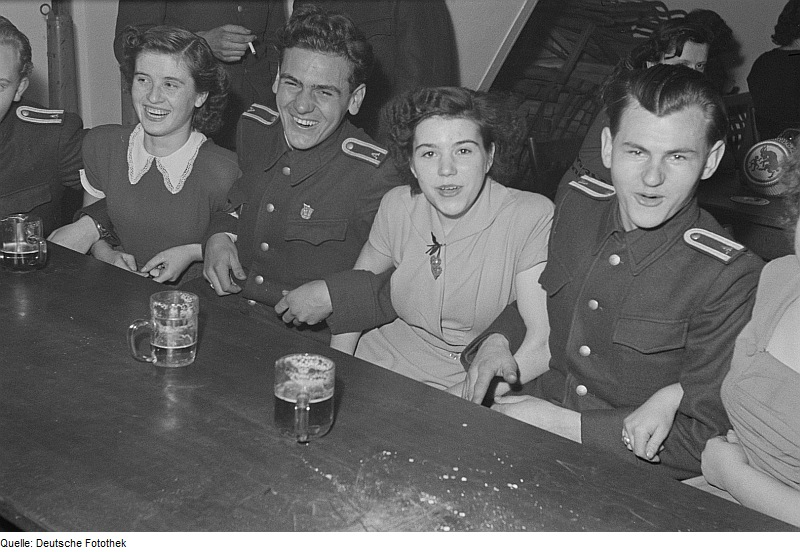
Menschen beim Schunkeln, 1953 in Leipzig
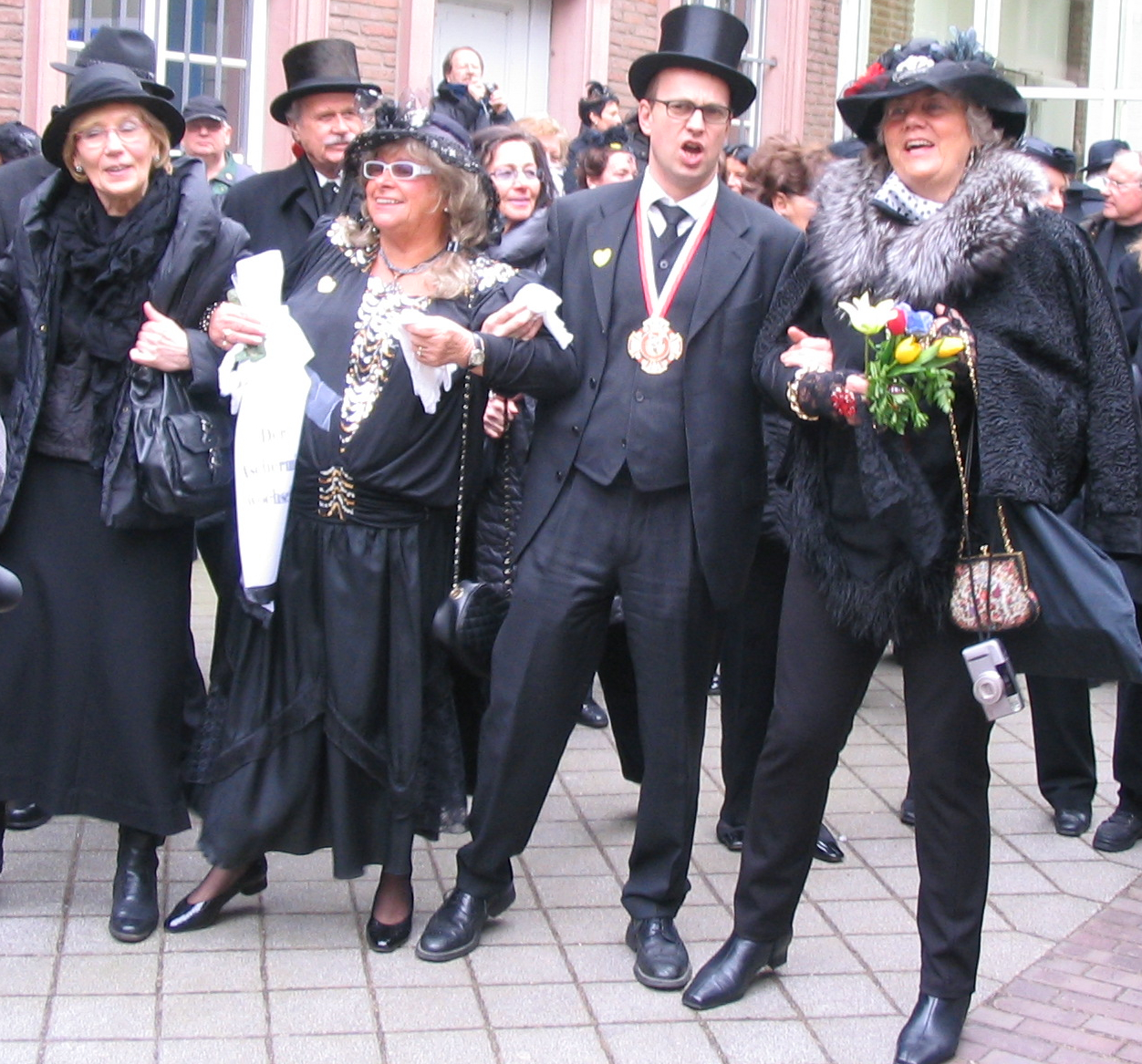
Schunkeln bei der Beerdigung des Hoppeditz als traditioneller Ausklang des Düsseldorfer Karnevals